# De Matrona Ephesia

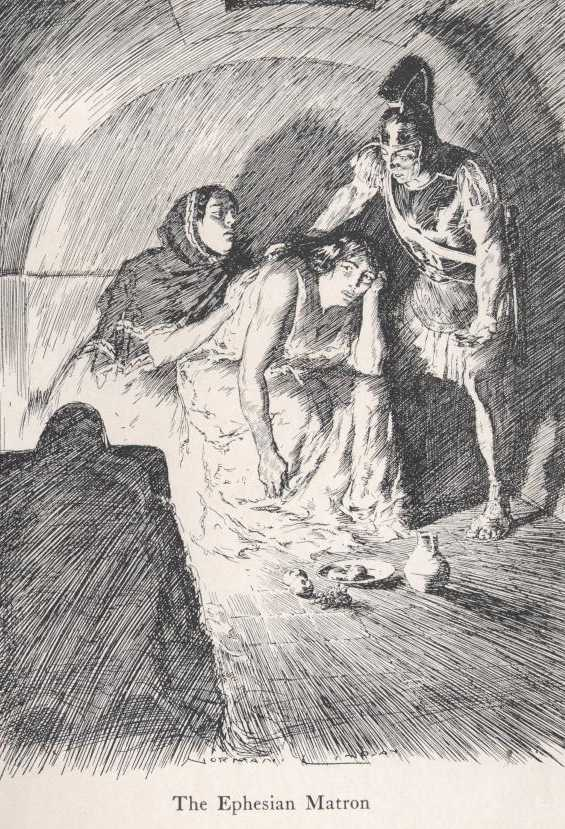
Afbeelding van de matrona, geïllustreerd door Norman Lindsay, 1922

De Matrona Ephesia (Over de matrona van Efese) is een emotioneel en diepgaand Latijns verhaal, vermoedelijk geschreven door Petronius in de bundel Satyricon, in de 1e eeuw n.Chr.

## Verhaal
Dit verhaal begint met de dood van haar echtgenoot. De matrona, gekend tot in verre streken voor haar kuisheid, was verscheurd door verdriet. Voor haar was het volgen van de lijkstoet niet genoeg. Ze besliste om mee in het graf van haar man te gaan, en omdat ze zo veel van hem hield, besloot ze te vasten totdat ze stierf.
Ze nam een trouwe bediende mee en vijf dagen lang vond men haar terug in het graf. Wegkwijnend en uitgeput door honger en kou lag ze op het randje van sterven. Maar buiten de graftempel stonden een aantal kruisen. Hier hingen de lichamen van misdadigers aan. Vroeger kregen soldaten de opdracht om deze kruisen te bewaken, zodat de naasten van de misdadigers hun lichamen er niet af konden halen om ze toch een waardige begrafenis te geven. Een van deze soldaten hoorde gesnik en geklaag en volgde het geluid tot in de graftombe. Daar bemerkte hij de prachtige weduwe. Nadat hij zag dat ze helemaal uitgehongerd was, bracht hij vele schotels met verrukkelijk eten en probeerde de vrouw te overtuigen om te eten. De dienstmeid gaf zich snel over, maar de koppigheid van de matrona bleef nog lang de baas. Na een tijd lukte het de dienstmeid om haar toch te overtuigen.
‘Het zal je toch niet vooruithelpen’, zei ze, ‘als je door te vasten dood zal zijn, als je jezelf levend zal begraven hebben? Het lichaam zelf van je man moet je aansporen om te leven.’
Eindelijk overtuigd, at de matrona gretig, en toen de soldaat zag dat ze wou blijven leven, probeerde hij haar te verleiden. Dit lukte hem en ze sliepen gedurende drie dagen en nachten bij elkaar in het graf. Doordat de soldaat de kruisen niet meer nauwlettend in de gaten hield, zagen de familieleden een kans om het lichaam van een van de misdadigers weg te halen, zo konden ze het lichaam toch nog een waardige begrafenis geven.
De volgende ochtend ontdekte de soldaat het lege kruis, en hij was radeloos. De straffen voor soldaten die hun opdracht niet goed uitvoerden waren namelijk verschrikkelijk.
Hij zag geen enkele oplossing en besliste dat hij zelfmoord de enige juiste was. De matrona probeerde hem echter tegen te houden en bedacht een slim plan.
‘De goden willen zeker niet dat ik op hetzelfde moment naar twee begrafenisstoeten van twee mij zeer dierbare mannen moet kijken. Ik wil liever een dode opofferen dan een levende te doden.’
Hierna beval ze de soldaat om het lichaam van haar dode echtgenote weg te halen en het op het kruis te hangen. Haar plan werkte wel, maar het volk was verbaasd. Hoe kon een dode zichzelf ophangen aan een kruis?
Maar door dit plan kon de soldaat nog een mooi leven leiden, al dan niet met de matrona.